# Dołhobyczów-Kolonia (kolonia)
Dołhobyczów-Kolonia – kolonia w Polsce położona w województwie lubelskim, w powiecie hrubieszowskim, w gminie Dołhobyczów.
W latach 1975–1998 miejscowość administracyjnie należała do województwa zamojskiego.
Kolonia jest sołectwem w gminie Dołhobyczów. 